# Pokémon Omega Ruby en Alpha Sapphire
Pokémon Omega Ruby en Alpha Sapphire (ポケットモンスター オメガルビー&アルファサファイア, Poketto Monsutā Omega Rubī & Arufa Safaia) zijn twee videogames voor de Nintendo 3DS. Het zijn vernieuwde versies van Pokémon Ruby en Sapphire die in 2002 (Japan) en 2003 (wereldwijd) uitkwamen voor de Game Boy Advance.
Op 31 maart 2016 werd bekendgemaakt dat de games 11,84 miljoen keer wereldwijd waren verkocht.

## Ontwikkeling
Nintendo onthulde de spellen in een persbericht op 7 mei, 2014. Omega Ruby en Alpha Sapphire kwamen in november 2014 wereldwijd uit. Volgens Nintendo zouden de games "de spelers door een dramatisch verhaal en een spectaculaire wereld meenemen".
Al jaren waren er speculaties over eventuele vernieuwde versies van Ruby en Sapphire. Vooral in het voorgaande Pokémon X en Y uit 2013 werden verschillende verwijzingen gezien naar het spel en zijn regio, Hoenn.
Op 8 juni 2014 werd bekendgemaakt dat Sceptile, Swampert en Blaziken een mega-evolutie zouden krijgen. Mega Sceptile is een grass-dragon-type met de ability 'lightningrod' waardoor hij elektrische aanvallen kan weerstaan en mega Swampert blijft water-ground-type maar krijgt de ability 'swift swim' waardoor hij sneller wordt als het regent. Mega Blaziken is een fire-fighting-type met de ability 'speed boost'. Verder is bekendgemaakt dat Groudon en Kyogre een 'prehistorische de-evolutie' ondergaan in het spel en dat Steven Stone terugkeert in het spel en dus waarschijnlijk de kampioen is van ten minste een van de twee spellen.